# Александров Євген Сергійович
Євген Сергійович Александров (рос. Евгений Сергеевич Александров; 20 квітня 1982, м. Челябінськ, СРСР) — російський хокеїст, правий нападник. Виступає за «Южний Урал» (Орськ) у Вищій хокейній лізі.
Вихованець хокейної школи «Трактор» (Челябінськ). Виступав за: «Трактор» (Челябінськ), «Динамо-Енергія» (Єкатеринбург), «Мечел» (Челябінськ), «Витязь» (Чехов), «Газовик» (Тюмень), «Торос» (Нефтекамськ).